# Piz Üertsch
Der Piz Üertsch ist ein 3267 m ü. M. hoher Berg in den Albula-Alpen im Schweizer Kanton Graubünden.
Er liegt auf der Grenze der Gemeinden Bergün Filisur und La Punt Chamues-ch direkt nördlich des Albulapasses. Der Gipfel ist nur kletternd im Schwierigkeitsgrad III erreichbar.